# Syzygium graveolens
Syzygium graveolens är en myrtenväxtart som först beskrevs av Frederick Manson Bailey, och fick sitt nu gällande namn av Lyndley Alan Craven och Edward Sturt Biffin. Syzygium graveolens ingår i släktet Syzygium och familjen myrtenväxter. Inga underarter finns listade i Catalogue of Life.